# Royse City
Royse City è un centro abitato degli Stati Uniti d'America, situato nella contea di Rockwall, nella contea di Collin e nella contea di Hunt dello Stato del Texas.

## Storia
Royse City fu fondata nel 1885, quando la ferrovia del Missouri, Kansas e Texas attraversò la zona. La città deve il suo nome a G. B. Royse.

## Geografia fisica
Royse City è situata a 32°58′27″N 96°19′58″W (32.974257, -96.332827).
Secondo lo United States Census Bureau, ha un'area totale di 10,2 miglia quadrate (26 km²).

## Società

### Evoluzione demografica
Secondo il censimento del 2000, c'erano 2.957 persone, 1.027 nuclei familiari e 781 famiglie residenti nella città. La densità di popolazione era di 289,8 persone per miglio quadrato (111,9/km²). C'erano 1.089 unità abitative a una densità media di 106,7 per miglio quadrato (41,2/km²). La composizione etnica della città era formata dal 79,44% di bianchi, il 7,51% di afroamericani, lo 0,47% di nativi americani, lo 0,54% di asiatici, il 9,54% di altre razze, e il 2,50% di due o più etnie. Ispanici o latinos di qualunque razza erano il 20,97% della popolazione.
C'erano 1.027 nuclei familiari di cui il 44,3% aveva figli di età inferiore ai 18 anni, il 56,0% erano coppie sposate conviventi, il 14,5% aveva un capofamiglia femmina senza marito, e il 23,9% erano non-famiglie. Il 20,5% di tutti i nuclei familiari erano individuali e il 10,5% aveva componenti con un'età di 65 anni o più che vivevano da soli. Il numero di componenti medio di un nucleo familiare era di 2,88 e quello di una famiglia era di 3,34.
La popolazione era composta dal 32,3% di persone sotto i 18 anni, il 9,4% di persone dai 18 ai 24 anni, il 32,1% di persone dai 25 ai 44 anni, il 16,3% di persone dai 45 ai 64 anni, e il 9,9% di persone di 65 anni o più. L'età media era di 30 anni. Per ogni 100 femmine c'erano 96,7 maschi. Per ogni 100 femmine dai 18 anni in giù, c'erano 91,7 maschi.
Il reddito medio di un nucleo familiare era di 42.266 dollari, e quello di una famiglia era di 48.804 dollari. I maschi avevano un reddito medio di 30.966 dollari contro i 23.804 dollari delle femmine. Il reddito pro capite era di 17.153 dollari. Circa l'8,4% delle famiglie e il 10,4% della popolazione erano sotto la soglia di povertà, incluso il 12,0% di persone sotto i 18 anni e il 10,2% di persone di 65 anni o più.
La popolazione era di 9.349 persone nel 2010.